# Bolsa de Valores de Río de Janeiro
La Bolsa de Valores de Río de Janeiro o BVRJ (en portugués, Bolsa de Valores do Rio de Janeiro o simplemente Bolsa do Rio) fue la segunda bolsa de valores de Brasil y de toda Latinoamérica.
Fundada en 1845, durante más de cien años concentró el mayor volumen de negociación de acciones del país, pero fue superada por la Bolsa de Valores de São Paulo y en abril de 2000 ambas se fusionaron, trasladando la negociación de todas las acciones a São Paulo, mientras que la Bolsa carioca se quedó con el mercado electrónico de títulos públicos.
La actual sede se encuentre en la plaza XV de Noviembre, en el Centro, y fue inaugurada en 2003.